# Palazzo Venusio (Matera)
Palazzo Venusio è uno dei tanti palazzi nobiliari di Matera, edificato in via S. Potito.

## Storia e descrizione
La casata Venusio ha origini molto antiche ed era annoverata fra le famiglie più nobili della città, potendo godere di tutti i privilegi riservati alla nobiltà. La famiglia, originaria di Amalfi, si sarebbe trasferita a Matera intorno al 1455. I Venusio entrarono in possesso del titolo di marchese nel 1752, subito dopo aver acquisito il feudo di Turi in Terra di Bari, appartenente in precedenza alla famiglia Moles.
Il palazzo è situato nella Civita, alle spalle del Duomo con la facciata principale, lunga 40 metri, su via S. Potito. Occupa una superficie di 1600 m² con al centro una corte e due cortili esterni più piccoli, mentre nel lato sudorientale si trova inglobata la chiesa della Beatissima Vergine dei sette Dolori, cappella della famiglia Venusio.
La sistemazione dei locali di questo edificio rispecchiava quella tipica dei palazzi nobiliari del luogo: i piani sottostanti adibiti a depositi e cantine; il piano terra, delle volte a botte, abitato dalla servitù e provvisto di magazzini e stalle; il piano superiore, archivoltato mediante sistema di padiglione a volte composte, era utilizzato come residenza della famiglia.
Il Palazzo ha subìto nel tempo modifiche ed ampliamenti. Nel 1500 i Venusio acquistarono dalla famiglia Orsini un'abitazione con orto; ciò costituirà il precedente per l'acquisto di altri terreni limitrofi e, successivamente, per l'edificazione e il completamento del Palazzo.
Per prima fu costruita l'ala Est nel 1722, e ciò si rileva dalla controversia sorta fra i Venusio e i Guida, loro vicini. Durante la costruzione dell'ala est, i Venusio fecero riedificare e modernare l'antica chiesa sotto il titolo di Maria SS. dei Sette Dolori, unita al Palazzo. Dunque nel 1732 il palazzo, terminato nell'ala Est, a cui si era aggiunto l'inglobamento della chiesetta e la costruzione del vestibolo già nel 1725, era ancora in via di compimento..
Contemporaneamente alla facciata è stato costruito l'androne con a destra lo scalone di accesso ai piani superiori e poi ancora la parte sud-ovest del Palazzo; ciò si deduce sia dalle notizie storiche che dai rilievi eseguiti e dalla lettura delle strutture murarie. Differenze sono state notate dalle volte, dall'altezza e dalla distribuzione dei vani.
Da un atto notoriale del 1738 si apprende l'avvenuta formazione di un atrio antistante il portone d'ingresso; questo fu creato mediante l'abbattimento di alcune case di proprietà degli stessi Venusio, per un più facile accesso dei carri e delle carrozze di famiglie. Da questo il palazzo assume l'aspetto di un edificio a corte; non si trovano notizie però riguardanti l'avvenuta costruzione del lato Nord che darà al palazzo l'aspetto di edificio a corte chiusa. Si suppone che il lato a Nord sia stato costruito per ultimo, all'incirca durante la seconda metà del '700. Sulla facciata settentrionale, come su quella di via S. Potito, ritroviamo la linea di congiunzione dei tufi che testimonia l'accorpamento di quest'ultima parte della struttura del lato Nord-Est.
Che il lato Nord sia posteriore anche a quello Sud-Ovest, lo si deduce dalla evidente differenza di stile delle strutture architettoniche. Le volte, per esempio, qui sono complesse e scaricano sui pilastri anziché sui muri come nelle volte a padiglione nel resto del palazzo.
Nel 1960 il nuovo proprietario modificò il vecchio impianto tramite la demolizione delle volte del piano nobile che guardano su via S. Potito distruggendo per sempre gli affreschi esistenti e delle pregevole balaustra dello scalone sopraelevando un piano con attico. Questi lavori intrapresi non sono mai stati portati a termine per cui il fabbricato per anni è rimasto disabitato e in stato di degrado.
Attualmente il Palazzo è adibito a struttura alberghiera.